# رهوة غنية (ردفان)

تعديل مصدري - تعديل

رهوة غنية هي إحدى قرى عزلة الحبيلين بمديرية ردفان التابعة لمحافظة لحج، بلغ تعداد سكانها 55 نسمة حسب تعداد اليمن لعام 2004.